# Jason Nevins
Jason Nevins (New York, 15 december 1972) is een Amerikaans producent, DJ en remixer. Tijdens zijn studie aan de Universiteit van Arizona begon hij met het mixen van liedjes. Na zijn studie keerde hij terug naar New York. 
Nevins is vooral bekend van zijn remix van het nummer It's like that van Run DMC, waarmee ze in eind 1997 een nummer 1-hit scoorden. Overigens kreeg Nevins maar 5000 dollar vergoeding voor deze mix. Ook kwam hij in 2003 met het populaire danceliedje genaamd "I'm in heaven" feat Holly James dat in Nederland ook hoog genoteerd was in de top 40.

## Singles
| Single met eventuele hitnotering(en) in de Nederlandse Top 40 | Datum van verschijnen | Datum van binnenkomst | Hoogste positie | Aantal weken | Opmerkingen                                  |
| ------------------------------------------------------------- | --------------------- | --------------------- | --------------- | ------------ | -------------------------------------------- |
| Insane in the Brain                                           | 1993                  | 1999                  | tip3            |              | Tip9 in de Single Top 100 / met Cypress Hill |
| It's Like That                                                | 1997                  | 13-12-1997            | 1 (3wk)         | 16           | met Run-D.M.C.                               |
| It's Tricky                                                   | 1998                  | 18-04-1998            | 23              | 4            | met Run-D.M.C.                               |
| I'm In Heaven                                                 | 2003                  | 16-08-2003            | 12              | 5            | als UKNY met Holly James                     |